# クリスチャン・ヤーク・ペーテルソン

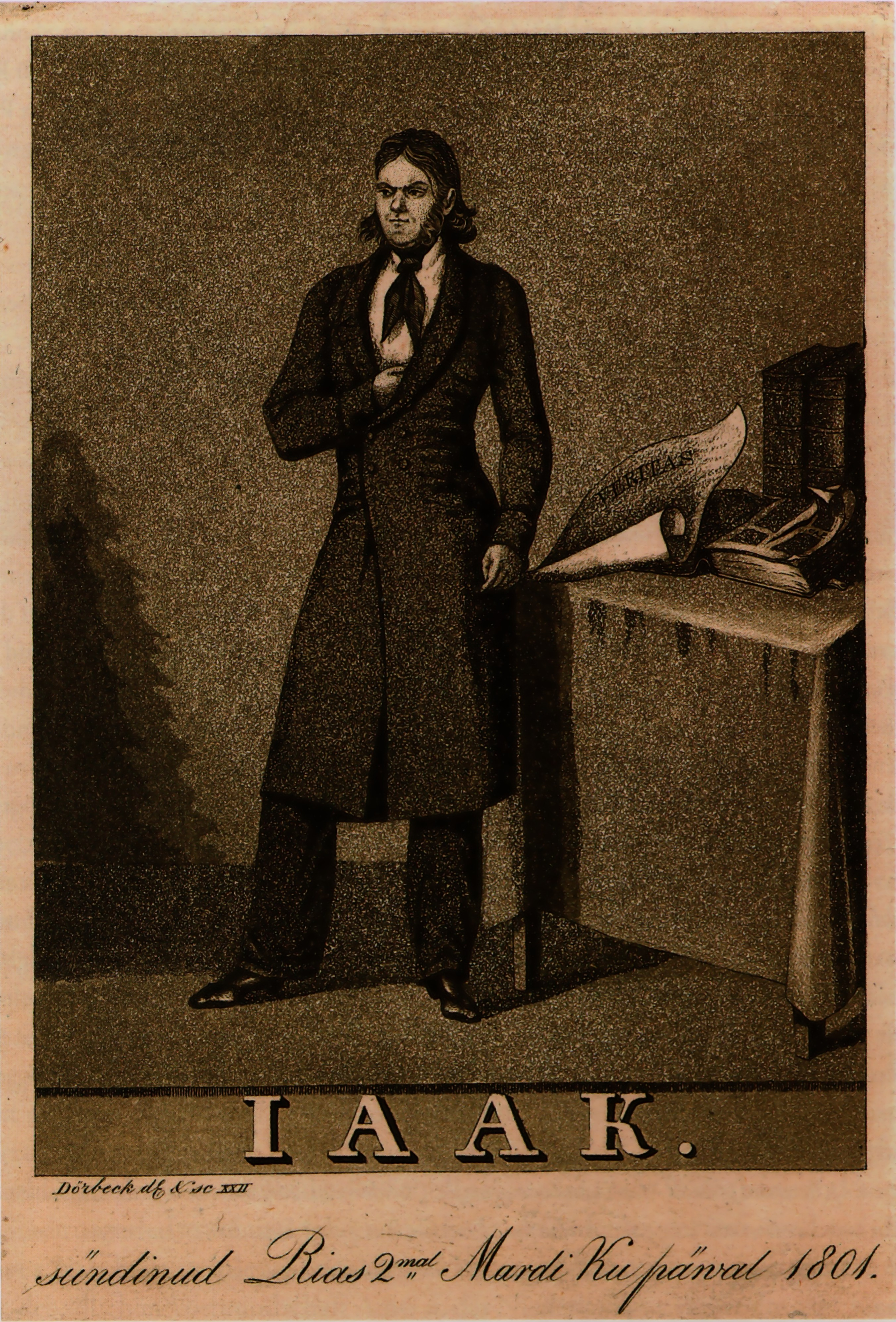
クリスチャン・ヤーク・ペーテルソンの肖像画（1922)Franz Burchard Dörbeckによる。

クリスチャン・ヤーク・ペーテルソン,(Kristjan Jaak Petersonあるいは Kristian Jaak Peterson; 正しくは Christian Jakob Petersohn : 1801年3月14日(ユリウス暦で3月2日) リーガ生まれ - 1822年8月4日 (ユリウス暦では7月23日) リーガで逝去)はエストニアの作家で、エストニア民族文学の創設者の一人であった。
彼の名誉のために、タルトゥのトーメの丘Toomemägiに記念碑が設置された。彼にあやかって、タルトゥのギムナジウムが彼の名称となっている。作家の誕生日である3月14日には、母語の日が祝われる。

## 生涯
クリスチャン・ヤーク・ペーテルソンはヴィルヤンディの村出身の教会の勤務者の息子としてリーガで生まれた。彼の父はリガのエストニア人の教区の鐘守で、教会の福音歌手であった。クリスチャン・ヤーク・ペーテルソンは家族の第三子として生まれ、リーガ県ギムナジウムで、そして1819年から1820年までタルトゥ大学の神学部で学んだ。クリスチャン・ヤーク・ペーテルソンは結核を患い、２１才で逝去した。彼はリーガのヤーコブ墓地に埋葬された。墓の正確な場所は不明である。

## 作品
ペーテルソンはギムナジウムのころから詩や散文随想を書き始めた。彼はヨハン・ハインリッヒ・ローゼンプレンターの『エストニア語の正確な知識に関する論集Beiträge zur genauern Kenntniß der ehstnischen Sprache』という雑誌に、エストニア語についての論文を公刊した。 
彼はクリストフリド・ゲナンダーの作品である『フィンの神話』のスウェーデン語からドイツ語への翻訳を行った。その翻訳にはエストニアのテーマを検討した補章が付されている。これがフリードリッヒ・ロベルト・ファールマン Friedrich Robert Faehlmannとフリードリヒ・ラインホルド・クロイツヴァルド Friedrich Reinhold Kreutzwaldiやそのほかの想像や古い信仰に影響を及ぼし、これが19世紀の民族ロマン主義の擬制神話学の基礎となった。この神話の例として歌の神のヴァネムイネがあげられる。 
ペーテルソンは、自身を村人の歌人と称し、文学の国民的特徴を評価し、独自のエストニア文学の創作を可能にした。彼の詩作は、エストニア語で21の、ドイツ語で３の詩が残っている。大部分は英雄・哲学的頌詩であり、荘厳な色とコントラストの語彙で特徴づけれられている。また、韻のつながりでより簡素な田園詩があり、それらの中には民謡のモチーフや形式的手法が見つかる。そしてテオクリトスのような古代文学やフリードリヒ・ゴットリーブ・クロプシュトックのような前ロマン主義の影響がみえる。ペーテルソンは少なくとも16の言語ができ、それにはいくつかの東方言語も含まれる。作家は結核で亡くなった。
ペーテルソンの手稿は、1901年に、デルプト大学学者協会のアーキヴィストであるヴィレム・ライマンVillem Reimanが発見した。彼の著者としての偉大さの名誉を向上したのはグスタヴ・スイツ Gustav Suitsであった。ペーテルソンの詩と随想記は1922年になってようやく出版された。
興味深いことに、週刊誌『タロラフヴァ・ポストメースTallorahwa Postimees』がクリスチャン・ヤーク・ペーテルソンが大学生時代に描いた水彩画スケッチに沿って、ヘルマン・エドゥアルド・ハルトマン Hermann Eduard Hartmannが作成した木版画を出版した。その版画は1859年にイタリア戦争へ行ったティロリ・インスブリュックの学生を描いた。それぞれの絵にはユーモアのあるテキストが添えられた。それらの版画はエストニアで最初の風刺画と呼ばれる。

## 記憶の継承・保存
1972年に、リーガ旧市街で、旧リヴォニア県立ギムナジウムの校舎にクリスチャン・ヤーク・ペーテルソンの記念表札が公開された。記念表札の作成者はアルセーニー・メルダーである。
1983年、クリスチャン・ヤーク・ペーテルソンを称えて、タルトゥのトーメの丘toomemägiに記念碑が建てられた。その記念碑の作成者はヤーク・ソアンスJaak Soansとアラン・ムルドマーAllan Murdmaaである。
クリスチャン・ヤーク・ペーテルソンの誕生日である3月14日には、エストニアで、1996年から母語の日が祝われる。1999年には国家の祝日となった。
2001年7月９日にリーガのヤコブ墓地にクリスチャン・ヤークの記念碑が置かれた。
2014年に、タルトゥ商業ギムナジウム、デカルト・リツェイ、キヴィリンナ・ギムナジウムを併合して設立された新しいギムナジウムを、タルトゥ・クリスチャン・ヤーク・ペーテルソンギムナジウムと名付けることが決定された。

## 参照頁
- 風の居酒屋（エストニア語: Tuule kõrts）風の居酒屋（エストニア語版）：ヤーク・ペーテルソンが、詩「歌」を書いたとされる居酒屋。ラトビアの旧タルトゥ＝リーガ道路沿いにある。